# Emilio Linder
Emilio Adolfo Lindner Rodríguez (sic) más conocido como Emilio Linder (Buenos Aires, 27 de noviembre de 1949) es un actor, músico y presentador hispanoargentino, residente en España desde 1973.

## Trayectoria
Su trayectoria artística destaca sobre todo por su participación en Flowers y Salomé, en The Lindsay Kemp Company, en 1978/79 y en diversos títulos en los años ochenta y noventa, y por sus intervenciones en series y programas de televisión, así como integrante de varios grupos musicales y espectáculos de clown, cabaret y café teatro.
Sus primeras apariciones ante la cámara fueron en la pequeña pantalla con papeles de reparto en las series de Televisión española El juglar y la reina (1978) y Escrito en América (1979), Con las bragas en la mano (1981), además de intervenir en la prestigiosa Ramón y Cajal (1982).
Debuta en el cine en 1980, con las películas La mano negra, de Fernando Colomo y El gran secreto, de Pedro Mario Herrero.
En los siguientes años interviene en películas de género erótico (con títulos como Con las bragas en la mano, El orgasmo y el éxtasis, Christina y la reconversión sexual o Mi conejo es el mejor) y alguna comedia menor como Juana la loca... de vez en cuando (1983), vehículo para el lucimiento de Lola Flores.
En un viraje considerable en su carrera, regresa a la televisión en 1986, en esta ocasión como presentador y conduce los espacios La cesta de la compra (1986), sobre economía doméstica; De película (1987-1990) ambas en TVE y Olé tus videos (1991-1992), junto a Rosa María Sardà en Telemadrid.
Durante esos años compagina su presencia en la pequeña pantalla con la participación en coproducciones internacionales de cine, como La grieta (1990), Wings of Fame (1990), con Peter O'Toole, Bethune: The Making of a Hero (1990), con Donald Sutherland, Shooting Elizabeth (1992), con Jeff Goldblum, Slugs, muerte viscosa (1988) junto a Concha Cuetos y The Rustlers Rhapsody, con Tom Berenger entre otras y también en varios "westerns".
En los últimos años ha intervenido en las series de televisión Médico de familia, Más que amigos (1997), Al salir de clase (1999-2000), Tres son multitud (2003), Al filo de la ley (2004), Policías, Periodistas, Los simuladores, Hermanos y detectives y El comisario, entre muchas otras y en las películas Los fantasmas de Goya (2006), de Milos Forman, La voz dormida, de Benito Zambrano y Carmen, de Vicente Aranda, también entre varias otras.
En 2007 colaboró en varios episodios de la serie Hospital Central. También ha intervenido en Mi gemela es hija única (2008), Amar en tiempos revueltos (2009), Isabel (2013) y La que se avecina (2019).
En cuanto a su carrera teatral, deben destacarse sus papeles de protagonista en Yepeto (2008), de Roberto Cossa, Mucho ruido y pocas nueces, de William Shakespeare, Orquesta, de C. Resino, Caricias, de Sergi Belbel o Testamento, de J. M. Benet i Jornet. 
En 2017 actuó en el cortometraje ''La plaza del pueblo'', de Elyre Ross. Actualmente en festivales.